# (35051) 1981 ED47
(35051) 1981 ED47 es un asteroide perteneciente al cinturón de asteroides, descubierto el 2 de marzo de 1981 por Schelte John Bus desde el Observatorio de Siding Spring, Nueva Gales del Sur, Australia.

## Designación y nombre
Designado provisionalmente como 1981 ED47.

## Características orbitales
1981 ED47 está situado a una distancia media del Sol de 2,318 ua, pudiendo alejarse hasta 2,708 ua y acercarse hasta 1,928 ua. Su excentricidad es 0,168 y la inclinación orbital 2,043 grados. Emplea 1289,36 días en completar una órbita alrededor del Sol.

## Características físicas
La magnitud absoluta de 1981 ED47 es 16,6. 